# Bembecia rushana
Bembecia rushana is een vlinder uit de familie wespvlinders (Sesiidae), onderfamilie Sesiinae.
Bembecia rushana is voor het eerst wetenschappelijk beschreven door Gorbunov in 1992. De soort komt voor in het Palearctisch gebied.